# 塞浦路斯中央银行
塞浦路斯中央银行（希臘語：Κεντρική Τράπεζα της Κύπρου）是塞浦路斯共和国的中央银行，成立于1963年。此外，塞浦路斯共和国在2008年1月1日加入欧元区之前，塞浦路斯中央银行负责发行塞浦路斯镑的纸币和硬币。

## 塞浦路斯中央银行政府
塞浦路斯中央银行政府是塞浦路斯中央银行的最高机构，成立于1963年，在加入欧元区之前旨在根据本国经济调整财政和货币政策。使用欧元之后，成为欧洲中央银行体系的会员之一。

## 画廊

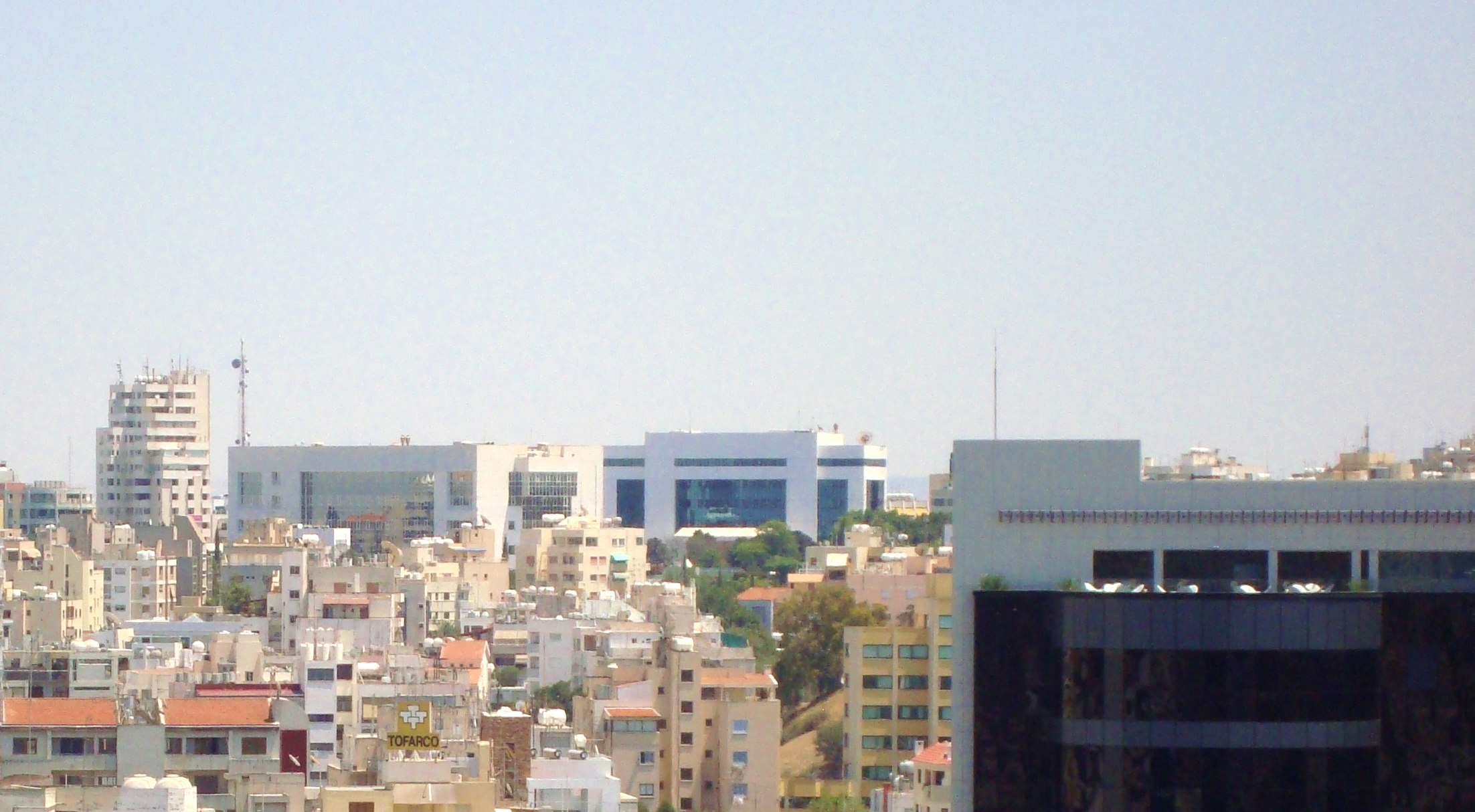
塞浦路斯中央银行天际线

## 外部連結
- 官方網站 （页面存档备份，存于）（希腊文）（英文）